# Gruppo degli organismi regolatori europei nel campo della sicurezza nucleare
Il Gruppo degli organismi regolatori europei nel campo della sicurezza nucleare (European Nuclear Safety Regulators Group, ENSREG) è un ente della Commissione europea che ha lo scopo di aiutare le istituzioni europee a definire le condizioni per un continuo miglioramento della sicurezza nucleare e della gestione dei rifiuti radioattivi. Il gruppo è stato istituito nel 2007, a seguito delle raccomandazioni della Commissione europea al Consiglio e al Parlamento europeo. Il gruppo è composto da alti funzionari delle autorità nazionali competenti sulla protezione dalle emissioni radioattive, sulla sicurezza nucleare o sulla sicurezza dei rifiuti nucleari di ciascuno dei 27 paesi membri e da rappresentanti della Commissione europea. Il gruppo ha emesso il suo primo rapporto nel luglio del 2009 in seguito esso deve emettere un nuovo rapporto almeno ogni due mesi.